# Арджент, Род
Род Арджент (род. 1945) — английский музыкант, певец, автор песен, композитор и продюсер.
За свою более чем 50-летнюю карьеру стал особенно известен в середине 1960-х годов как основатель и клавишник английской рок-группы The Zombies, создав новую группу после её распада Argent.

## Биография
Родился 14 июня 1945 года в городе Сент-Олбанс, графство Хартфордшир.
В детстве был певчим хора в соборе St Albans Cathedral. Обучаясь в сент-олбанской школе, познакомился с Полом Эткинсоном и Хью Грунди, с которыми впервые участвовал в джеме на Пасху 1961 года. Решив создать музыкальную группу, Арджент попросил своего двоюродного брата Джима Родфорда присоединиться в качестве бас-гитариста. Однако Родфорд уже играл в местной группе под названием The Bluetones и отказался. В 1961 году к группе присоединились Колин Бланстоун и Paul Arnold. Все пятеро участников были учащимися школ. Вскоре Paul Arnold ушел из коллектива и был заменен Крисом Уайтом. После того как группа в таком составе выиграла местный музыкальный конкурс, они записали демо в качестве своего приза. Песня She’s Not There на одноимённом сингле была записана на фирме Decca.
Участник групп The Zombies и Argent. Затем занялся сольной карьерой — выпустил несколько сольных альбомов, написал мюзикл Masquerade, премьера которого состоялась в Лондоне в 1982 году.

### Личная жизнь
С женой Кэти познакомился на вечеринке в 1967 году, поженились в 1972 году. У них двое взрослых детей — Elesa и Mark.